# Villamoure
Villamoure (llamada oficialmente Santo Estevo de Vilamoure) es una parroquia y un lugar del municipio español de Pungín, en la provincia de Orense, Galicia.

## Toponimia
La parroquia también es conocida por el nombre de San Esteban de Villamoure.

## Organización territorial
La parroquia está formada por tres entidades de población, constando dos de ellas en el nomenclátor del Instituto Nacional de Estadística español: 
- Lamas
- Santo Estevo
- Vilamoure

## Demografía

### Parroquia
| Gráfica de evolución demográfica de Villamoure (parroquia) entre 2000 y 2023 |
|                                                                              |
| Datos según el nomenclátor publicado por el INE.                             |

### Lugar
| Gráfica de evolución demográfica de Vilamoure (lugar) entre 2000 y 2023 |
|                                                                         |
| Datos según el nomenclátor publicado por el INE.                        |